# Durga Puja
Durga Puja [dʊrɡaː puːdʒaː] svečanost je bitna u hinduizmu, poznata i kao Durgotsava, a čin je štovanja popularne božice Durge, koja je najvažnije božanstvo u šaktizmu, hinduističkoj sekti čiji pripadnici slave Šakti (Shakti), stvoriteljsku moć Vrhovnog Bića. Svečanost je vrlo popularna u Zapadnom Bengalu, Assamu, Tripuri, Odishi, Bangladešu i Nepalu, smatrana ključnom u šaktizmu te je obilježena recitiranjem hvalospjeva, darivanjem, posjećivanjem rođaka, gozbama i procesijama. 
Mitologija spominje Durgu kao oblik Devi („Božica”), koja predstavlja žensku snagu. Durga Puja događa se kad i festival Navaratri, a osim Durge,  božanstva proslavljena tijekom festivala — Lakšmi (božica obilja), Sarasvati (božica znanja i glazbe), Ganeša (bog novih početaka) i Kartikeja (bog rata) važna su u kulturi i religiji zbog povezanosti sa srećom. Ta su božanstva, prema bengalskim tradicijama, Durgina djeca te je Durga viđena kao majka koja posjećuje svoju djecu. Durga je smatrana Velikom majkom i ratnicom.  
Premda je Durga Puja drevni običaj, čije je uporište tekst Devi Mahatmya, pravi korijeni običaja nisu jasni. Svečanost je postala vrlo popularna u Britanskoj Indiji, a danas je bitna i za Indijce u dijaspori. 
Tijekom Durge Puje, štovatelji izvode simboličnu žrtvu, spaljivajući prikaz demona zvanog Mahishasura, koji je spomenut u svetom tekstu kao oličenje zla. Postoje i životinjske žrtve, premda rjeđe.
Prije početka festivala, mlađi članovi zajednice skupljaju donacije i izrađuju prikaze, koje danas često prikazuju pobjedu božice nad zlom koje se događa odbačenima i prezrenima, poput prostitutki, ali pobjeda božice predstavlja i slavljenje ženstvenosti i duhovnosti.